# Су Цинь
Су Цинь (кит. трад. 蘇秦, упр. 苏秦, пиньинь Sū Qín, палл. Су Цинь, 380 — 284 год до н. э. — выдающийся стратег и дипломат периода Сражающихся царств (Чжаньго) в древнем Китае. Родился в деревне Чэнсюань, в настоящее время в подчинении города Лоян провинции Хэнань. Учился у полулегендарного Гуй Гу-цзы, основателя Школы дипломатии, вместе с Чжан И. Он был вдохновителем и организатором «союза по вертикали» царств против Цинь и находился в должности сяна (главного министра) в шести царствах (Ци, Чу, Хань, Вэй, Чжао, Янь). Его политическим противником был Чжан И, который смог расстроить «союз по вертикали», создавая «союз по горизонтали» вокруг центрального царства Цинь.

## Биография
Биографии Чжан И посвящена отдельная глава 69 «Исторических записок» Сыма Цяня, информация о Су Цине имеется также в биографии Чжан И (глава 70). При этом исследования показывают хронологические неувязки и неточности в повествовании Сыма Цяня. Дополнительные сведения о Су Цине были найдены в одном из сочинений в Мавандуйских текстах, которые, в частности, изменяют хронологию и уточняют факты биографии.
Согласно Сыма Цяню, он родился в столице центрального царства Чжоу — в Лояне. Учился у Гуй Гу-цзы. Обладал огромной работоспособностью, читал множество книг и готовил себя к службе советника при ване. В самом царстве Чжоу ему не удалось пробиться на приём к вану, и он направился искать должность советника в других царствах.

### Координация шести царств против Цинь

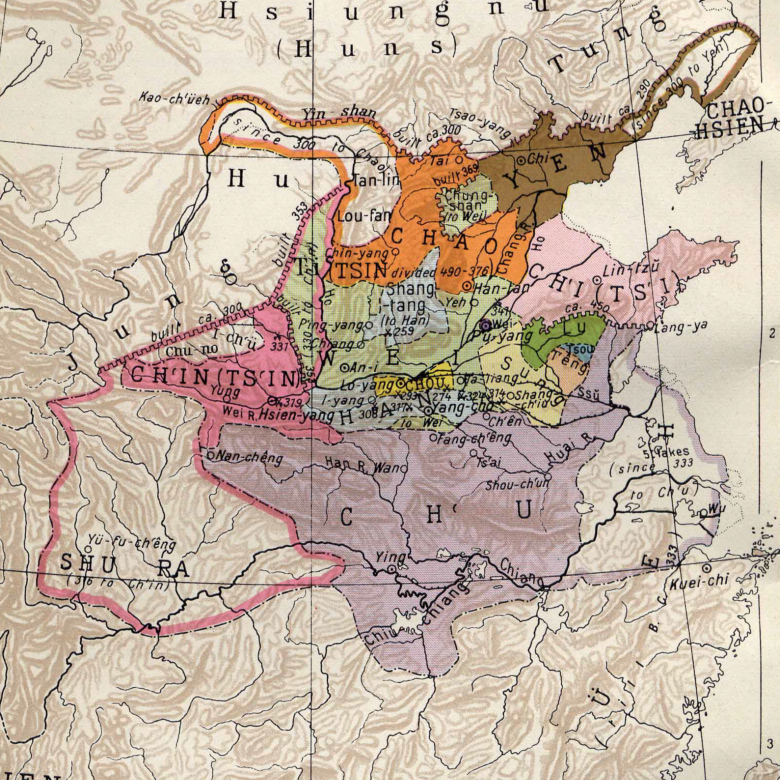
Сражаюшиеся царства ок. 300 г. до н. э.

#### Неудачный визит вЦинь
Сперва Су Цинь направился в царство Цинь, где встретился с Хуэй-ваном, который только взошёл на трон. Су Цинь описал ему могущество царства и перспективы завоевания всех царств вокруг и основания Империи. Хуэй-ван незадолго до этого казнил Шан Яна и теперь относился настороженно к пришлым советникам. Он ответил Су Циню, что Цинь ещё не готово к захватническим войнам и отказал ему в назначении.

#### Переговоры сЯнь
После этого Су Цинь направился в Чжао, но новый сян (главный министр) Фэнъян-цзюнь был разгневан, и он отправился далее на север в царство Янь.
Яньский правитель Вэнь-гун смог его принять только через год. Он застал царство в состоянии процветания и могущества и объяснил князю, что причина этого в том, что Янь прикрыта царством Чжао от кровопролитных войн. Однако в случае конфликта с Чжао чжаосские войска вполне способны за две недели достичь столицы. Поэтому он порекомендовал князю породниться с правителем Чжао, чтобы обезопасить себя от угроз. Князь Вэнь-гун согласился и поддержал идею объединения многих царств по вертикали против Цинь. Он снарядил Су Циня колесницей и дарами, чтобы тот отправился в Чжао.

#### Переговоры сЧжао
Когда Су Цинь прибыл к чжаоскому двору, министр Фэнъян-цзюнь, относившийся к нему враждебно, уже умер, и он получил приём у князя Су-хоу.
В своей речи перед князем он охарактеризовал положение как крайне нестабильное и посоветовал опираться на соседние царства Чу, Хань, Вэй и Ци, союз и мирный обмен с которыми дадут Чжао много преимуществ. Наоборот, попытка заключения союза с Цинь приведёт к ослаблению соседних княжеств, отчего Чжао тоже ослабнет и лишится выгод мирного обмена ресурсами. Кроме того, усиление Цинь поставит Чжао под прямую угрозу вторжения после постепенного разгрома или подчинения других княжеств. Далее Су Цинь представил перед чжаоским князем подробный план союза шести княжеств (Хань, Вэй, Ци, Чу, Янь и Чжао) для сдерживания Цинь. Реализация такого союза даст чжаоскому правителю положение вана-гегемона.
Чжаоский князь принял план и выдал Су Циню полномочия, снабдив драгоценностями, регалиями и колесницами для осуществления предложенного плана.

#### Переговоры сХань
Получив аудиенцию у ханьского Сюань-вана, Су Цинь описал ему могущество и силу ханьской армии и невыгоду и унизительность служения царству Цинь, которое будет требовать всё новых уступок. Доклад убедил ханьского вана примкнуть к союзу по вертикали вместе с Чжао.

#### Переговоры сВэй
В царстве Вэй Су Цинь предстал перед Сян-ваном и описал ему, как могущественное вэйское царство может оказаться в подчинении Цинь. Единственным выходом мог быть только союз шести царств против Цинь. Вэйский ван также принял предложение Чжао вступить в союз по-вертикали.

#### Переговоры сЦи
Далее Су Цинь проследовал на восток в Ци и предстал перед Сюань-ваном. Он опять же описал могущество царства Ци и позор, который их настигнет от союза и подчинения Цинь. Проанализировав перспективы локальных войн против Цинь со стороны княжеств Хань и Вэй, Су Цинь делает вывод, что наилучшее решение — заключить союз шестью царствами. Циский ван счёл аргументы убедительными и присоединился к союзу.

#### Переговоры сЧу
Далее Су Цинь проследовал на юго-запад и предстал перед чуским Вэй-ваном. Он повторил ту же аргументацию, расписав мощь и величие царства Чу и позор подчинения Цинь. Он отметил, что эти царства не могут сосуществовать и усиление Чу означает ослабление Цинь и наоборот, усиление Цинь означает ослабление Чу. Но при этом он описал преимущества союза шести царств и выгоды от взаимообмена, когда чуский ван будет гегемоном. Союз с Цинь при этом возможен только при уступках. Чуский ван согласился, признав что он в одиночку не сможет одолеть Цинь.
После объединения шести царств в союз по вертикали Су Цинь встал во главу союза, став сяном при шести царях. Далее он вернулся в Чжао доложить о результатах своей миссии, торжественно проследовав через все земли.
Сыма Цянь упоминает о 15 годах стабильного союза, что историкам кажется маловероятным.

### Неудача союза по вертикали и смерть Су Циня
Тем не менее союз по-вертикали оказался неустойчив по ряду причин — во многом благодаря дипломатической деятельности Чжан И, подкреплённой демонстрацией силы Цинь. Чжан И вынуждал шесть царств поочерёдно заключать договора с Цинь в ущерб союзу и подрывал доверие к Су Циню. В итоге шесть царств стали руководствоваться только своими собственными интересами.
Развал антициньской коалиции наступил, когда царство Ци в союзе с Вэй решили напасть на Чжао, подстрекаемые Цинь. Чжаоский ван возложил вину за происшедшее на Су Циня, который попросил направить его в Янь за помощью. Через небольшое время яньский Вэнь-хоу умер и трон занял И-ван. Воспользовавшись ситуацией, царство Ци напало на Янь и заняло десять городов. Яньский ван стал винить Су Циня, который направился в Ци, пытаясь вернуть города, уповая на то, что яньский ван — зять Циньского вана. Циский ван согласился и вернул города ради укрепления отношений с Янь и Цинь.
В царстве Янь он попал в сложные интриги, усугубляемые его любовной связью с матерью яньского И-Вана, и бежал обратно в Ци. Циский Сюань-ван тогда умер, а новый царь Минь-ван отнёсся к Су Циню благосклонно, однако Су Цинь в Ци попал снова в дворцовые интриги и был заколот злоумышленниками. По версии Сыма Цяня, будучи смертельно раненым, Су Цинь попросил вана объявить его злоумышленником и казнить, разорвав тело колесницами. Узнав о казни Су Циня, злоумышленники, рассчитывая на награду от правителя, сами явились ко двору. Они были схвачены и казнены ваном.

## Уточнение личности Су Циня и фактов его биографии по Мавандуйским текстам
Среди Мавандуйских текстов, найденных в 1973 году, имеется документ под названием «Книга о стратегиях союзов по горизонтали и вертикали» (《戰國縱橫家書》). В первой части из 14 глав имеется переписка и высказывания Су Циня, которые позволяют уточнить его биографию и выправить ошибки и нестыковки у Сыма Цяня. В частности установлен год смерти Су Циня 284 до н. э., что не стыкуется с информацией Сыма Цяня, согласно которой Су Цинь умирает ещё при жизни Чжан И (около 314 года до н. э.) и это событие оказывается значимым в биографии Чжан И.
Согласно этим главам, деятельность Су Циня проходила уже после Чжан И во время правления Чжао-вана (312—279 годы до н. э.) в царстве Янь. Су Цинь находился в конфронтации не с Чжан И, а с Си Шоу — более поздним сторонником союза по горизонтали. Су Цинь учился у Ю Ци и проштудировал немало книг по стратегии, прежде чем выйти со своими предложениями к вану.
После захвата циским Сюань-ваном десяти городов царства Янь, Су Цинь смог урегулировать конфликт, города были возвращены, но яньский принц был послан заложником в Ци. Су Цинь стал посланником при яньском принце. Су Цинь находился в хороших отношениях с правителями Ци.
В 292 году до н. э. возник конфликт по поводу территории царства Сун, в котором участвовали царства Цинь, Чжао и Ци. Су Цинь предложил царю Чжао особый план, который привёл к трениям между Чжао и Ци, и другие пять царств союза по-вертикали атаковали Ци. Циский Мин-ван обвинил Су Циня в измене и публично казнил.

## Отражение в культуре
Су Цинь является одним из персонажей исторического телесериала «Великая Циньская Империя» (второй выпуск 2011 года)
.